# Breanna Yde
Breanna Yde, all'anagrafe Breanna Nicole Yde e conosciuta anche con il nome artistico YDE (Sydney, 11 giugno 2003), è un'attrice, cantante, doppiatrice e modella statunitense, nota per aver interpretato il ruolo di Frankie Hathaway nella sitcom I fantasmi di casa Hathaway, per quello di Tomika in School of Rock e per quello di Gina in Malibu Rescue.

## Biografia
Breanna Yde è nata l'11 giugno 2003 a Sydney, nel Nuovo Galles del Sud, da madre Justine Yde e da padre Bill Yde. All'età di due anni si è trasferita con la sua famiglia a Los Angeles, in California. Nel 2008 si è trasferita a Rancho Santa Fe, in California, e nel 2012 è tornata a Los Angeles. Lei stessa ha dichiarato di avere la doppia cittadinanza dell'Australia e degli Stati Uniti.

## Carriera

### Carriera professionale
Breanna Yde ha iniziato la propria carriera come attrice pubblicitaria. Successivamente è apparsa in ruoli minori in alcune serie televisive, cortometraggi e film televisivi. Nel 2009 ha interpretato il ruolo di Annie nel cortometraggio Social Studies diretto da Sara Hopman. L'anno successivo, nel 2010, ha ricoperto il ruolo di Young Sibby Dark nel film Level 26: Dark Prophecy diretto da Anthony E. Zuiker. Nel 2011 ha interpretato il ruolo di Little Girl in un episodio della serie How I Met Your Mother.
Dal 2013 al 2015 è stata scelta per interpretare il ruolo di Frankie Hathaway nella sitcom I fantasmi di casa Hathaway, andata in onda su Nickelodeon. Nel 2014 ha recitato nell'episodio crossover di Halloween di quest'ultima serie con I Thunderman, intitolato I fantasmi di casa Thunderman. Nello stesso anno è apparsa nel film televisivo A caccia di Babbo Natale diretto da Savage Steve Holland. Sempre nel 2014 è tra i quattro bambini protagonisti del film televisivo Santa Hunters, che l'anno seguente vinse i canadesi Leo Awards come miglior programma o serie per ragazzi e bambini (Best Youth or Children's Program or Series).
Nel 2015 ha preso parte ai film televisivi Nickelodeon's Ultimate Halloween Costume Party diretto da Lauren Quinn e in Superstars Super Christmas (Nickelodeon's Ho Ho Holiday) diretto da Jonathan Judge. Nel marzo 2015 Nickelodeon ha annunciato che farà parte del cast della serie School of Rock, ispirata all'omonima commedia, la cui messa in onda era inizialmente prevista per l'autunno, poi posticipata al 2016 e dove ha recitato fino al 2018.
Nel 2016 ha doppiato il personaggio di Molly nella film televisivo Albert. Dal 2016 al 2018 ha doppiato il personaggio di Ronnie Anne nella serie animata A casa dei Loud. Nel 2017 ha preso parte ai film televisivi Il mitico campo estivo (Nickelodeon's Sizzling Summer Camp Special) e in Not So Valentine's Special, entrambi diretti da Jonathan Judge. Nello stesso anno ha ricoperto il ruolo di Simone in un episodio della serie Nicky, Ricky, Dicky & Dawn. Nello stesso anno ha doppiato il personaggio di Mariah nel film All I Want for Christmas Is You. Sempre nel 2017 ha interpretato il ruolo di Akimi Hughes nel film televisivo Fuga dalla biblioteca di Mr. Lemoncello (Escape from Mr. Lemoncello's Library) diretto da Scott McAboy e ha recitato nel film televisivo Mariah Carey's All I Want for Christmas Is You.
Nel 2019 ha interpretato Gina nella serie di Netflix Malibu Rescue. Nello stesso anno ha recitato nel film della serie diretto da Savage Steve Holland. L'anno successivo, nel 2020, ha recitato nel film della serie, intitolato Malibu Rescue - Una nuova onda (Malibu Rescue: The Next Wave) diretto sempre da Savage Steve Holland.

### Carriera musicale
Nel 2020 ha iniziato a collaborare con il cantautore pop Justin Tranter e ha firmato con la Warner Records, pubblicando musica con il mononimo YDE.

## Filmografia

### Attrice

#### Cinema
- Level 26: Dark Prophecy, regia di Anthony E. Zuiker (2010)
- Malibu Rescue, regia di Savage Steve Holland (2019)
- Malibu Rescue - Una nuova onda (Malibu Rescue: The Next Wave), regia di Savage Steve Holland (2020)

#### Televisione
- How I Met Your Mother – serie TV, 1 episodio (2011)
- I fantasmi di casa Hathaway (The Haunted Hathaways) – serie TV, 48 episodi (2013-2015)
- I Thunderman – serie TV, 1 episodio, crossover con la serie I fantasmi di casa Hathaway (2014)
- A caccia di Babbo Natale, regia di Savage Steve Holland – film TV (2014)
- Santa Hunters , regia di Savage Steve Holland – film TV (2014)
- Mamma in un istante (Instant Mom) – serie TV, 2 episodi (2015)
- Nickelodeon's Ultimate Halloween Costume Party, regia di Lauren Quinn – film TV (2015)
- Superstars Super Christmas (Nickelodeon's Ho Ho Holiday), regia di Jonathan Judge – film TV (2015)
- School of Rock – serie TV, 45 episodi (2016-2018)
- Il mitico campo estivo (Nickelodeon's Sizzling Summer Camp Special), regia di Jonathan Judge – film TV (2017)
- Not So Valentine's Special, regia di Jonathan Judge – film TV (2017)
- Nicky, Ricky, Dicky & Dawn – serie TV, 1 episodio (2017)
- Fuga dalla biblioteca di Mr. Lemoncello (Escape from Mr. Lemoncello's Library), regia di Scott McAboy – film TV (2017)
- Mariah Carey's All I Want for Christmas Is You – film TV (2017)
- Malibu Rescue – serie TV (2019)

#### Cortometraggi
- Social Studies, regia di Sara Hopman (2009)
- Charlie at a Grown-Up Dinner, regia di Ian Pfaff (2015)

### Doppiatrice

#### Cinema
- All I Want for Christmas Is You, regia di Guy Vasilovich (2017)

#### Televisione
- Albert, regia di Max Lang – film TV (2016)
- A casa dei Loud (The Loud House) – serie animata (2016-2018)

## Doppiatrici italiane
Nelle versioni in italiano delle opere in cui ha recitato, Breanna Yde è stata doppiata da:
- Monica Volpe[30] in I fantasmi di casa Hathaway[31], in School of Rock[32]
- Vittoria Bartolomei[33] in Malibu Rescue[34], in Malibu Rescue - Una nuova onda[35]

## Riconoscimenti
- Nickelodeon Kids' Choice Awards
  - 2017: Candidatura come Star televisiva femminile preferita per la serie School of Rock[36]
- Young Entertainer Awards
  - 2018: Candidatura come Miglior Young Ensemble in una serie televisiva con Ricardo Hurtado, Lance Lim, Aidan Miner e Jade Pettyjohn per la serie School of Rock